# Azaléine
L'azaléine est un composé organique de la famille des flavonols, une sous-famille des flavonoïdes. C'est plus exactement un hétéroside de flavonol, le 3-O-α-L-rhamnoside de l'azaléatine. On la trouve dans les fleurs de la famille des Plumbago et des Rhododendron. Elle fut identifiée la première fois en 1962 par Harborne et Egger.